# Chrysoprasis chevrolati
Chrysoprasis chevrolati är en skalbaggsart som beskrevs av Auguste Lameere 1885. Chrysoprasis chevrolati ingår i släktet Chrysoprasis och familjen långhorningar. Inga underarter finns listade i Catalogue of Life.